# Nagari Labuah Panjang
Nagari Labuah Panjang is een bestuurslaag in het regentschap Solok van de provincie West-Sumatra, Indonesië. Nagari Labuah Panjang telt 579 inwoners (volkstelling 2010).